# When a Man Loves a Woman
When a Man Loves a Woman är en amerikansk dramafilm från 1994, i regi av Luis Mandoki.

## Handling
Piloten Michael Green (Andy García) träffar Alice (Meg Ryan) på en bar och ber henne om en tjänst, att hämta ut hans kläder från kemtvätten då han på grund av en flygning inte hinner hämta kläderna själv. De fortsätter att träffas och bildar familj, men Alice har i hemlighet alkoholproblem som hon döljer för Michael.

## Rollista i urval
- Meg Ryan – Alice Green
- Andy García – Michael Green
- Lauren Tom – Amy
- Philip Seymour Hoffman – Gary
- Tina Majorino – Jess Green
- Mae Whitman – Casey Green
- Ellen Burstyn – Emily

## Om filmen
Filmen är baserad på tio sidor anteckningar skrivna av Orson Welles och ursprungligen var det tänkt att filmen skulle få titeln Significant Other.

## Mottagande
Filmen kritiseras ofta eftersom Michael inte upptäcker Alices alkoholproblem tidigare i filmen, men denna kritik är en aning missriktad av den anledningen att Michael reser mycket i sitt arbete och att alkoholister oftast är skickliga på att dölja sitt missbruk.